# El complejo tehuelche
El complejo tehuelche. Estudios de etnografía patagónica es un libro de ensayo de etnología patagónica publicado en el año 1949 por el médico militar argentino Federico A. Escalada. Este libro constituye un elemento de importancia para los estudio etnológicos patagónicos y una rareza editorial, ya que sólo se publicó una única edición.

## Antecedentes
Federico Escalada, el autor del libro, luego de recibirse como médico se fue a vivir a en el año 1941 al entonces territorio nacional del Chubut, donde ejerció su profesión en Río Senguer, Río Mayo y Comodoro Rivadavia. Allí se incorpora en el año 1944 a la Gendarmería Nacional con el grado de comandante principal médico. En 1947 fue nombrado director de Sanidad de la entonces Zona Militar de Comodoro Rivadavia (que existió entre 1944 y 1955, y abarcaba el sur de Chubut y el norte de Santa Cruz).
Es durante estos años, en los que junto con recorrer la extensa geografía chubutense se interioriza en la vida de los pobladores originarios y la arqueología patagónica. Además, se incorpora al Instituto Superior de Estudios Patagónicos de Comodoro Rivadavia. En estos viajes, conoció a muchos informantes clave, a quienes atendía como médico y conversaba para conocer sobre sus vidas, sus creencias y sus familias. En el año 1949, luego de seis años de trabajo, publica su libro más reconocido: El complejo tehuelche. Estudios de etnografía patagónica.
En este libro presentó árboles genealógicos, reconstruyó la historia de familias, definió parcialidades tehuelches, corrigió y aumento muchos de los conocimientos que se tenían sobre los pobladores originarios de la Patagonia. Propuso una clasificación de los grupos humanos patagónicos, a lo que llamó el complejo tehuelche de épocas históricas, en cinco componentes simples, cada uno con idioma propio derivado de una lengua madre que llamó «ken». Los agrupó geográficamente en «de la tierra firme» y en «insulares», negando la existencia de un componente separado «pampa». También se interesó por cuestiones etnológicas patagónicas, para las que se ayudó del uso del entrevistas a informantes clave, el uso de fotografías, grabaciones y la colecta de materiales diversos.

## Aportes del libro a la etnología patagónica
Escalada en su libro clasificó a lo que llamó el complejo tehuelche de épocas históricas en cinco componentes simples, cada uno con idioma propio derivado de una lengua madre que llamó «ken». Los agrupó geográficamente en «de la tierra firme» y en «insulares», negando la existencia de un componente separado «pampa»:
Los nombres utilizados por Escalada -que obtuvo de informantes de habla mapudungún- fueron:
- «Tehuelches de la tierra firme»:
  - «Guénena-kéne»: los consideró el componente septentrional del complejo tehuelche. El nombre «guénena-kéne» le fue suministrado a Escalada en 1945 por el cacique Ciriaco Chaquila del paraje Payaniyeo del Chubut, quien se identificó como «pampa verdadero». Llamó a su idioma «gününa yájitch». Escalada dice coincidir sobre este grupo con: el viajero británico Guillermo Cox, que recorrió el sur del Neuquén en 1863 y los llamó «tehuelches del norte»; con el misionero suizo Juan Federico Hunziker, que estuvo en la Patagonia en 1864 y los llamó «genacin»; con Francisco Pascasio Moreno que en 1876 los llamó «gennaken»; y con el maestro rural Tomás Harrington, que recorrió Chubut entre 1911 y 1935 y recopiló un vocabulario que publicó en 1946 afirmando que los indígenas que le informaron sobre su idioma ya casi perdido se autorreferenciaban como «gününa küne». Junto con otros pueblos vecinos fueron llamados puelches (es decir ‘orientales’) por los mapuches, nombre que también les dio Alcide d'Orbigny en su Voyage dans l'Amérique méridionale (1826-1833). El misionero salesiano Doménico Milanesio los llamó «pampas» en su vocabulario de 1898 publicado en 1915. En 1922 el médico y etnólogo alemán Roberto Lehmann Nitsche, quien recorrió Argentina desde 1900, los llamó «agününa künnü».
  - «Aóni-kénk»: el componente meridional del complejo tehuelche, que ubicó desde el estrecho de Magallanes hasta el río Chubut en Argentina y hasta la provincia de Palena en Chile. Llamó a su idioma «aoniko áish». Obtuvo el nombre de su informante Agustina Quilchaman de Manquel.
  - «Chehuache-kénk»: el componente occidental o precordillerano del complejo tehuelche, que ubicó en los valles cordilleranos y precordilleranos de la cordillera de los Andes desde el lago Buenos Aires/General Carrera y el lago Fontana hasta el lago Nahuel Huapi en Argentina. En Chile se hallaban en el sector cordillerano de Osorno, provincia de Llanquihue y la provincia de Palena. Llamó a su idioma «teushen». Escalada fue el primero en proponerlos como un componente separado, ya que los investigadores que los identificaron antes que él los situaban como la fracción austral de los tehuelches septentrionales: los «tehuelches septentrionales australes», que Harrington llamó «chulila küne» (‘gente de Cholila’).

- «Tehuelches insulares», ubicados en la isla Grande de Tierra del Fuego, cada uno con su idioma:
  - «Selknam»: son los onas y vivían en el área esteparia septentrional de la isla.
  - «Man(e)kenk»: son los haush, mixogénicos de onas con los no patagónidos yámanas. Vivían en la península Mitre del área oriental de la isla.